# Arthur Thiele (Ingenieur)

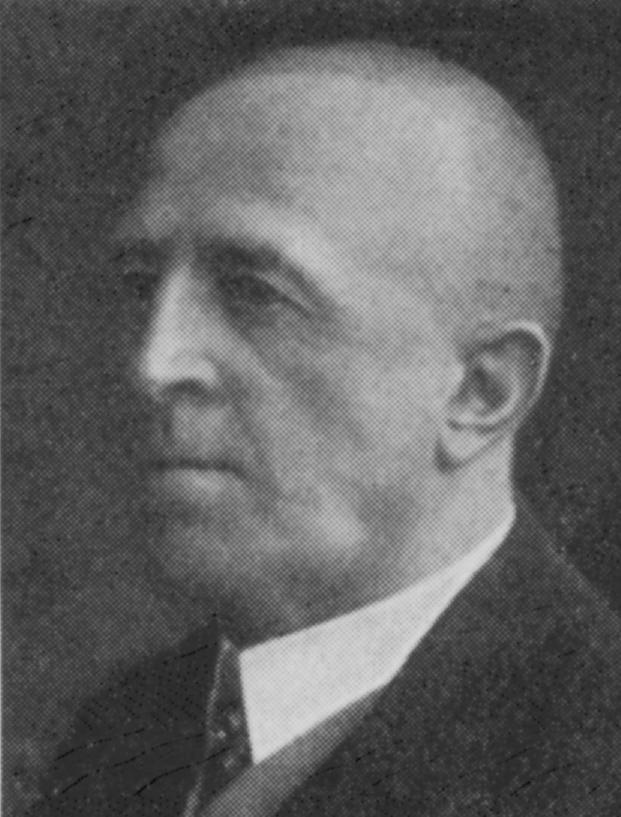
Arthur Thiele

Arthur Thiele (* 8. März 1871 in Seifersdorf, Kr. Schweidnitz, Niederschlesien; † 3. Dezember 1961 in Berkum, Kreis Bonn) war ein deutscher Industriemanager und Hochschullehrer.

## Leben
Thiele studierte ab dem Sommersemester 1893 Eisenhüttenkunde an der TH Berlin. 1893 wurde er Mitglied des Corps Borussia Berlin. Er war ein mehrfach ausgezeichneter Chargierter.
Seinen Militärdienst leistete er ab 1891 im namhaften Ulanen-Regiment „von Katzler“ (Schlesisches) Nr. 2 in Gleiwitz. Dem Regiment verbunden, wurde er dort 1898 zum Leutnant der Reserve, 1907 zum Oberleutnant der Reserve und 1913 zum Rittmeister der Reserve befördert. Seine zwischenzeitliche berufliche Laufbahn bewirkte im Weltkrieg nicht die Verwendung in der Landwehrkavallerie, vielmehr geht aus Ordensverleihungen hervor, dass er 1916 "Leiter der militärischen Fabriken des Gouvernements Libau" und 1918 "Hauptleiter der Berg- und Hüttenverwaltung" im lothringischen Hayange (Hayingen) war.
Von 1900 bis 1920 war er in der deutschen Schwerindustrie tätig, zuletzt ab 1919 als technischer Generaldirektor der Bismarckhütte in Oberschlesien. Von 1921 bis 1923 war er Direktor des Deutschen Verbandes Technisch-Wissenschaftlicher Vereine in Berlin. 1921 verlieh ihm die Schlesische Friedrich-Wilhelms-Universität Breslau den Dr. Ing. E. h. Ebenfalls 1921 wurde Thiele Mitglied des Vereins Deutscher Ingenieure (VDI). Ab 1924 war er wissenschaftlicher Sachverständiger einer Reichsbehörde in Russland. Von 1927 bis 1939 leitete er die  Praktikantenstelle der Deutschen Technischen Hochschulen – Praktikantenamt Dortmund.
Im Dezember 1927 bat die TH Hannover den Preußischen Minister für Wissenschaft, Kunst und Volksbildung, Thiele zum Honorarprofessor zu ernennen. Zum einen sollten damit das Praktikantenamt und die dortige Tätigkeit Thieles gefördert werden; zum anderen wollte man so eine engere Verbindung Thieles mit den Fachprofessoren herstellen, die der Entwicklung des Praktikantenamts zugutekommen sollte. Durch Schreiben des Ministeriums vom 28. Februar 1928 wurde Thiele zum Honorarprofessor in der Fakultät für Maschinenwirtschaft der TH Hannover ernannt.